# Ben Guerir
Ben Guerir is de hoofdplaats van de provincie Rehamna in de regio Marrakech-Safi.
In 2014 telde Ben Guerir 88.626 inwoners. Bij de stad ligt de gelijknamige luchtmachtbasis van de Koninklijke Marokkaanse luchtmacht.

## Sport
De Club Jeunesse Ben Guerir is de voetbalclub van de stad en komt uit in de GNF 2, de op een na hoogste divisie in Marokko.